# Dschudsche Kabāb

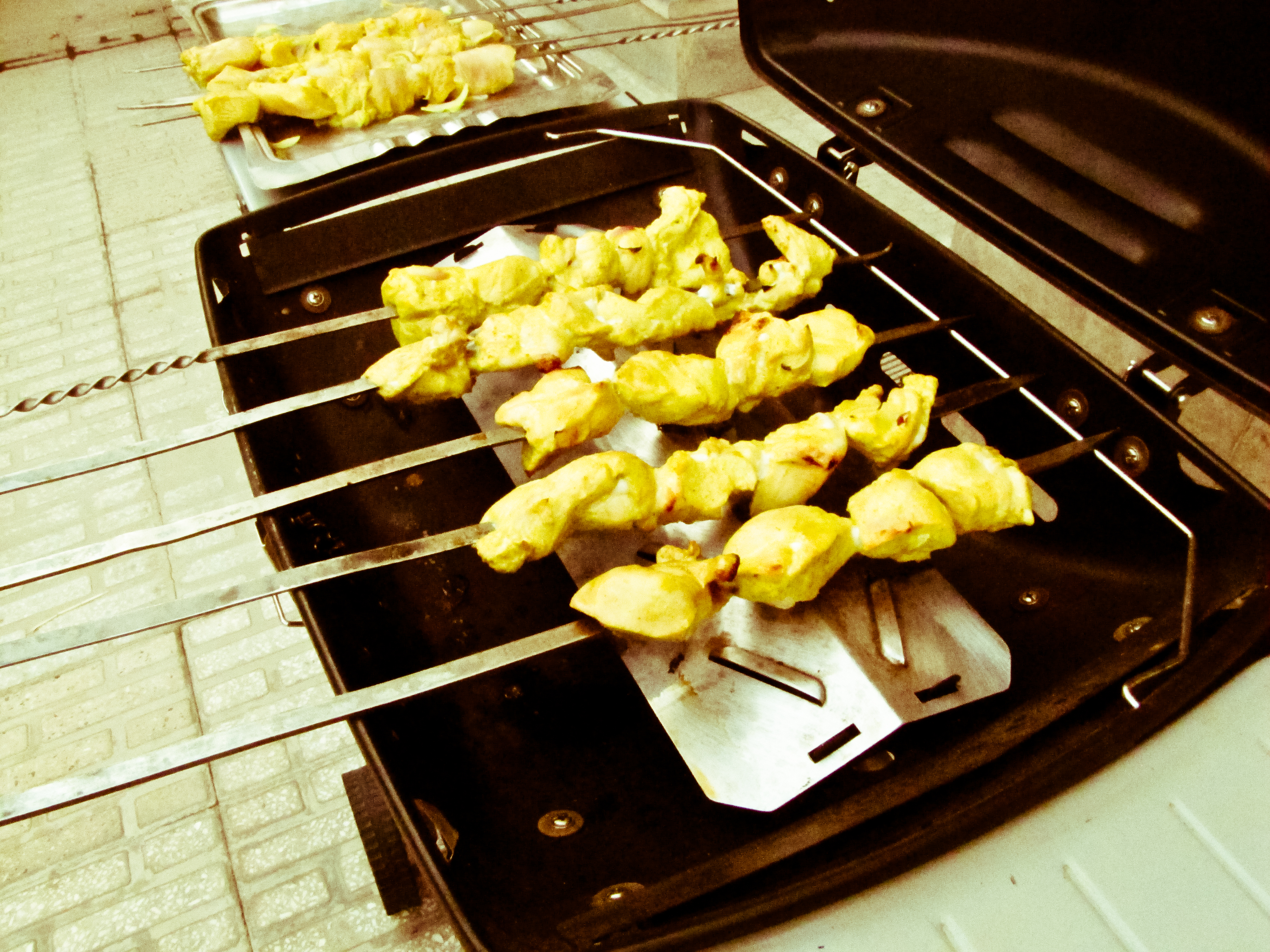
Hähnchenkabab

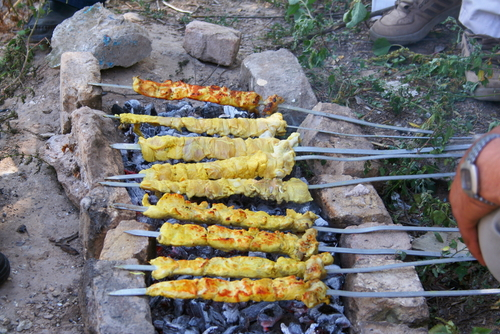
Grillen über dem Holzkohlefeuer

Dschudsche Kabāb (auch: Jūje-kabāb, persisch جوجه‌کباب) ist ein im Iran weitverbreitetes und sehr beliebtes Hähnchengericht. Es besteht aus Hähnchenstücken, die in einer Marinade aus Limettensaft, Olivenöl, gehackten Zwiebeln, Safran und Salz eingelegt werden und auf einem Grill oder im Ofen gebraten werden. Dazu gibt es regelmäßig (halbierte) gegrillte Tomaten und Reis.
Dschudsche Kabāb gehört zu den populärsten Festessen im Iran. Insbesondere wird das Gericht anlässlich von Hochzeiten oder Abendessen im großfamiliären Rahmen mit Freunden bereitet.